# 499

## Събития
- 1 март – Симмах прави Лаврентий епископ на Ночера Инфериор, Кампания.